# 男女混合1600メートルリレー走
男女混合1600メートルリレー走（1600メートルリレーそう、英語: Mixed 4 × 400 metres relay）は、男女それぞれ2人でオーダーを組み、各自400mリレーしながら走り、その時間を競う陸上競技である。
2022年3月のルール変更に伴い、走順は男-女-男-女に固定されている（かつては、走順は自由でどの走順に男女をエントリーするかなどの決まりはなかった）。

## 概要
国際陸上競技連盟主催の大会では2015年世界ユース選手権が初開催され、その後世界リレーでも開催されるようになった。
国内での実施状況は決して多いわけではないが、オリンピックでは、2020年東京オリンピックより初採用され、国民体育大会などの国内主要大会でも実施されることが決まっており、徐々に開催機会が増えると思われる。
他の種目に比べ新しい種目であるため、世界記録や日本記録などはここ最近の記録が占めている。

## 記録
便宜上選手名の末尾に、男子選手には(M)、女子選手には(W)と表記する
| 記録             | タイム    | 名前                                                                                              | 所属                   | 記録年月日     | 大会名                     |
| ---------------- | --------- | ------------------------------------------------------------------------------------------------- | ---------------------- | -------------- | -------------------------- |
| 世界記録         | 3分07秒41 | バーノン ノーウッド(M) シェミアー リトル(W) ブライス・デッドモン(M) ケーリン ブラウン(W)          | アメリカ合衆国         | 2024年8月2日   | パリオリンピック           |
| アジア記録       | 3分11秒82 | ムサ・イサ(W) アミナット・ユスフ・ジャマル(M) サルワ・エイド・ナセル(W) アブバカール・アッバス(M) | バーレーン             | 2019年9月29日  | 世界選手権                 |
| 日本記録         | 3分15秒71 | 松本奈菜子 (W) 久保山晴菜 (W) 佐藤風雅 (M) 今泉堅貴 (M)                                           | 日本                   | 2023年7月15日  | アジア陸上競技選手権大会   |
| U18日本最高      | 3分27秒38 | 菅野航平(M) 竹内心良(W) 菅田理乃(W) 鵜澤飛羽(M)                                                   | 宮城選抜               | 2019年10月26日 | 日本選手権リレー           |
| 学生最高(混成)   | 3分20秒04 | 大山和茂(M) 岩田優奈(W) 広沢真愛(W) 若林康太(M)                                                   | 学生チーム             | 2018年7月21日  | 実業団・学生対抗           |
| 高校最高（混成） | 3分27秒38 | 菅野航平(M) 竹内心良(W) 菅田理乃(W) 鵜澤飛羽(M)                                                   | 宮城選抜               | 2019年10月26日 | 日本選手権リレー           |
| 高校最高（単独） | 3分33秒37 | 中川紅瑠実(W) 嶋野一輝(M) 鈴木真子(W) 鈴木大世(M)                                                 | 浜松市立高等学校       | 2019年11月3日  | エコパトラックゲームズ     |
| 中学最高         | 3分53秒38 | 加賀谷綺水(W) 佐々木結生(M) 田畑陸斗(M) 竹村唯花(W)                                               | 大館ジュニアアスリート | 2024年11月10日 | 風の松原トラックフェス2024 |

### 歴代パフォーマンス10枠
|    | タイム    | 名前 | 所属           | 日付          | 場所       |
| -- | --------- | --- | -------------- | ------------- | ---------- |
| 1  | 3分07秒41 | バーノン ノーウッド(M)、シェミアー リトル(W)、ブライス・デッドモン(M)、ケーリン ブラウン(W)                                        | アメリカ合衆国 | 2024年8月2日  | パリ       |
| 2  | 3分07秒43 | エウヘネ・オマラ（M）、リーケ・クラバー（W）、イサーヤー・クライン・イッキンク（M）、フェムケ・ボル（W）                           | オランダ       | 2024年8月3日  | パリ       |
| 3  | 3分07秒74 | バーノン ノーウッド(M)、シェミアー リトル(W)、ブライス・デッドモン(M)、ケーリン ブラウン(W)                                        | アメリカ合衆国 | 2024年8月3日  | パリ       |
| 4  | 3分08秒01 | サミュエル・リアドン（Ｍ）、 ラビアイ・ニールセン（Ｗ）、 アレックス・ヘイドック・ウィルソン （M）、 アンバー・アニング（W）       | イギリス       | 2024年8月3日  | パリ       |
| 5  | 3分08秒80 | J.ロビンソン(M)、R.エフィオン(W)、M.ボリング(M)、A.ホームズ(W)                                                                     | アメリカ合衆国 | 2023年8月19日 | ブダペスト |
| 6  | 3分09秒34 | ウィルバート・ロンドン（M）、アリソン・フェリックス（W）、コートニー・オコロ（W）、マイケル・チェリー（M）                         | アメリカ合衆国 | 2019年9月29日 | ドーハ     |
| 7  | 3分09秒36 | アレクサンデル・ドーム（Ｍ）、ヘレナ・ポネット（Ｗ）、ヨナサン・サコール（Ｍ）、ナオミ・ファン デン ブルーク（Ｗ）                 | ベルギー       | 2024年8月3日  | パリ       |
| 8  | 3分09秒43 | マクス・シュフェト（M）、ユスティナ・シュエンテ（W）、ダニエル・ソルティシャク（M）、ナタリア・カチマレク（W）                     | ポーランド     | 2025年6月29日 | マドリード |
| 9  | 3分09秒66 | エドアルド・スコッティ（Ｍ）、ビルジニア・トロイアニ（Ｗ）、ブラディミル・アチェティ（Ｍ）、アリチェ・マンジョネ（Ｗ）             | イタリア       | 2025年6月29日 | マドリード |
| 10 | 3分09秒82 | Fiordaliza Cofil（W）、アレハンデル・オガンド バウティスタ、（M）、マリレイディ・パウリノ（W）、リディオ アンドレス・フェリス（M） | ドミニカ共和国 | 2022年7月15日 | ユージーン |

### 国別歴代10枠
|    | タイム    | 名前 | 所属           | 日付          | 場所       |
| -- | --------- | --- | -------------- | ------------- | ---------- |
| 1  | 3分07秒41 | バーノン･ノーウッド(M)、シェミアー･リトル(W)、ブライス・デッドモン(M)、ケーリン･ブラウン(W)                                        | アメリカ合衆国 | 2024年8月2日  | パリ       |
| 2  | 3分07秒43 | エウヘネ・オマラ（M）、リーケ・クラバー（W）、イサーヤー・クライン・イッキンク（M）、フェムケ・ボル（W）                           | オランダ       | 2024年8月3日  | パリ       |
| 3  | 3分08秒01 | サミュエル・リアドン（Ｍ）、 ラビアイ・ニールセン（Ｗ）、 アレックス・ヘイドック・ウィルソン （M）、 アンバー・アニング（W）       | イギリス       | 2024年8月3日  | パリ       |
| 4  | 3分09秒36 | アレクサンデル・ドーム（Ｍ）、ヘレナ・ポネット（Ｗ）、ヨナサン・サコール（Ｍ）、ナオミ・ファン デン ブルーク（Ｗ）                 | ベルギー       | 2024年8月3日  | パリ       |
| 5  | 3分09秒43 | マクス・シュフェト（M）、ユスティナ・シュエンテ（W）、ダニエル・ソルティシャク（M）、ナタリア・カチマレク（W）                     | ポーランド     | 2025年6月29日 | マドリード |
| 6  | 3分09秒66 | エドアルド・スコッティ（Ｍ）、ビルジニア・トロイアニ（Ｗ）、ブラディミル・アチェティ（Ｍ）、アリチェ・マンジョネ（Ｗ）             | イタリア       | 2025年6月29日 | マドリード |
| 7  | 3分09秒82 | Fiordaliza Cofil（W）、アレハンデル・オガンド バウティスタ、（M）、マリレイディ・パウリノ（W）、リディオ アンドレス・フェリス（M） | ドミニカ共和国 | 2022年7月15日 | ユージーン |
| 8  | 3分09秒92 | クリストファー・オドネル （Ｍ）、 ラシダ・アデレケ （Ｗ） トーマス・バー （Ｍ）、 シャーリーン・モーズリー (Ｗ）                   | アイルランド   | 2024年6月7日  | ローマ     |
| 9  | 3分10秒48 | マヌエル・ギハロ（M）、ブランカ・エルバス（W）、フリオ・アレナス（M）、パウラ・セビル（W ）                                        | スペイン       | 2025年6月29日 | マドリード |
| 10 | 3分10秒60 | ムハマドアブダラ・コンタ（Ｍ）、ルイーズ・マラヴァル（Ｗ）、テオ・アンダン（Ｍ）、アマンディーヌ・ブロシエ（Ｗ）                   | フランス       | 2024年8月2日  | パリ       |